# Vilhelm 5. af Oranien
Vilhelm V Batavus, fyrste af Oranien og Nassau (8. marts 1748 i Haag – 9. april 1806 i Braunschweig) var den sidste statholder i republikken Forenede Nederlande. 
Vilhelm 5. blev født i Haag som søn af Vilhelm IV og Anne af Storbritannien.
Han var kun tre år gammel, da hans far døde i 1751, og han kom under formynderskab af: 
- sin mor, prinsesse Anne , fra 1751 til hendes død i 1759
- sin bedstemor, Marie Louise, fra 1759 til hendes død i 1765
- sin søster, Carolina, i det sidste år inden han blev myndig i 1766, hvor han indtog sin stilling som statholder og øverstbefalende for militæret.

I 1776 var hans regering den første, der anerkendte det nyligt uafhængige USA på opfordring af de store nederlandske handelshuse, der så gode muligheder i den nye verden på bekostning af englænderne, der havde lidt nederlag.
Vilhelm argumenterede altid for et godt forhold til Storbritannien, som Slægten Oranien-Nassau havde haft gode forbindelser med, men han var ikke i stand til at dæmpe spændingerne. Den britiske regering prøvede uden held at overtale nederlænderne til at stoppe handelen med USA. Vilhelm kunne ikke, og hans modstandere ville ikke skifte kurs, og i 1780 kom det til krig.
Efter fire år var hollænderne slået, og nederlaget gav grobund for modstand mod Vilhelm. En gruppe unge revolutionære udfordrede hans autoritet, hvorefter Vilhelm flyttede sin regering til Gelderland, der var politisk roligere, men foretog sig ellers intet. 
Det blev for meget for hans energiske kone Wilhelmina, som fik sin svoger, kong Frederik Vilhelm 2. af Preussen, til at sende en hær mod oprørerne, der så flygtede til Frankrig. 
1795 var et katastrofeår for Nederlandene. Forenede Østindiske kompagni blev så rystet af en skandale om korruption og bedrageri, at det erklærede sig konkurs.
Samme år blev landet invaderet af Frankrig, og Vilhelm flygtede til Storbritannien.
Han var den sidste af de nederlandske statholdere og døde i eksil i Braunschweig i Tyskland i 1806.
Vilhelm V var far til kong Vilhelm 1. af Nederlandene.